# تمتی هالکی
تمتی هالکی، یکی از شاهان ایلام باستان است که اطلاعات زیادی از آن در دست نیست به غیر از اهدای پرستشگاهی به ایزد بزرگ شوش و کتیبه‌ای به زبان اکدی، او نیز مانند کوک ناشور یکم می‌گوید خواهرزادهٔ شیل‌ها است و این که نام او را بعد از ششصد سال شیلهاک اینشوشیناک زنده نگه داشته‌است.
از حکمرانان و کارگزاران پس از وی می‌توان به کوک کیرواش، بالا ایشان، کوک ناخونته و کوک ناشور سومیرا اشاره کرد. البته به دلیل نقص منابع، اطلاع دقیقی از جانشین وی وجود ندارد.